# Nejkrásnější české knihy roku
Nejkrásnější české knihy roku je soutěž, kterou každoročně pořádá Ministerstvo kultury ČR a Památník národního písemnictví. V soutěži o nejlepší knižní design je hodnoceno grafické, ilustrační a polygrafické zpracování knih vydaných v českých nakladatelstvích a vytištěných v českých tiskárnách vždy za poslední kalendářní rok (rozhoduje údaj v tiráži). Přihlášky jsou otevřené od poloviny listopadu do konce února následujícího roku.
Knihy k ocenění vybírá jedenáctičlenná výtvarníá komise poroty a čtyřčlenná komise technická. 
Ceny NČKR se udělují v sedmi kategoriíchː
1. Odborná literatura 2. Krásná literatura 3. Literatura pro děti a mládež 4. Učebnice pro školy všech stupňů a ostatní didaktické pomůcky 5. Knihy o výtvarném umění 6. Katalogy 7. Bibliofilie a autorské knihy. 
V další kategoriI Studentské práce posluchačů výtvarných a polygrafických škol, uděluje Památník národního písemnictví Cenu Arna Sáňky. Památník národního písemnictví a Uměleckoprůmyslové museum v Praze udělují navíc cenu grafikovi do 30 let. Svou cenu uděluje i Spolek českých bibliofilů, SČUG Hollar, Unie grafického designu a Svaz polygrafických podnikatelů.
V každé kategorii jsou vyhlašována první tři místa, přičemž 1. místo, Cena Ministerstva kultury ČR, je honorováno částkou 50 000 Kč.
Oceněné knihy každého ročníku jsou vystaveny v Národním muzeu v Praze a následně mohou být zapůjčeny do výstavních síní či knihoven v celé republice. Výstavy jsou doprovázeny dalšími kulturními akcemi.